# アカンプリス
『アカンプリス』は、六道神士による日本の漫画作品で、2011年に開始。『チェンジH』（少年画報社）にて連載された。単行本全1巻。

## あらすじ
三条宝は庶民だが公立の共学から名門、朱雀女子学院に転校した。しかし、はしかにより転校早々寝込んでしまい、その間に生徒会書記になっていた。ところが、その生徒会は女子校でありながらメンバーは全員男だった。他の生徒たちはその事実に気付いているのだが、遊んだり利用したりするため気づいていないふりをしており、そのため本人たちはばれていないと思っている。三条もそれに流されながら学園生活を送る羽目になる。

## 登場人物
三条 宝（さんじょう たから）
主人公。転校早々生徒会書記になってしまった女の子。生徒会のおかしな状況についてたびたび心の中で突っ込みを入れる常識人。学生生活の安寧のために生徒会が自分以外全員男という状況を受け入れている。
庶民の出身で、家族と共に質素な暮らしをしている。生意気な性格の弟を忌み嫌っているため姉弟仲は険悪。
朱雀大路 光子（すざくおおじ ひかるこ）
生徒会会長。男性。特技は空手。色黒で生徒会でもかなり大きな体格をしている。祖父が学院の理事長をやっている。
梅香苑 春子（ばいこうえん はるこ）
生徒会副会長。男性。特技は剣道。学園祭での演劇ではヒロイン役を演じた。
大佐野 元子（おおさの もとこ）
生徒会副会長。男性で本名は「大佐野元」。特技は柔道。宝の着替えを覗いてしまったことを、覗かれた当人は忘れていたにもかかわらず、いつまでも気に病んでいるような面がある。
国分 泉子（こくぶ いずみこ）
生徒会会計。男性で本名は「国分泉」。特技は弓道。宝とはクラスメイト。一年の時のバレンタインデーがきっかけで重度のカカオアレルギーとなってしまった。
理事長
朱雀大路光子の祖父で理事長をしている。友人共々孫たちが女装しているという状況を楽しんでいる。卒業式においては、アントニオ猪木の引退宣言のセリフをそのまま使ったスピーチをした。
総統
朱雀女子学院における秘密結社「櫻の園」の総統。光子と春子とは同学年。生徒会の面々を玩具にして遊び倒すことに心血を注いでいる。

## 用語
朱雀女子学院
作品の舞台となる女子校。朱雀大路光子の曽祖父が開校し、その学院名もそこからつけられている。宝は名前から仏教系かと勘違いしていたがミッションスクールでこそないもののキリスト教主義校。生徒は上流階級の子女ばかりであり、庶民の育ちの宝からは隔絶した価値観が一般的となっている。最終話において女子校から共学となる。同作者の『スーパー・カルテジアン・シアター』は共学となったのちの朱雀大路学院が舞台となっている。
櫻の園
朱雀女子学院に存在する秘密結社。KKKを思わせる三角の白頭巾をかぶり、合言葉は「ブロッサム」。実態は一部女子生徒たちのストレスのうっぷん晴らしをするための組織。親の権力なども利用し、学院に忍び込んだ窃盗犯を洗脳するなど治外法権な扱いをされている。『スーパー・カルテジアン・シアター』でも存続し暗躍を続けている。

## 既刊一覧
1. 1巻 2011年5月14日初版発行 ISBN 978-4-7859-3615-0